# Sphigmothorax tricinctus
Sphigmothorax tricinctus là một loài bọ cánh cứng trong họ Cerambycidae.